# VfL Wolfsburg
Verein für Leibesübungen Wolfsburg-Fußball GmbH – niemiecki klub piłkarski z siedzibą w Wolfsburgu w Dolnej Saksonii. Założony w 1945, od sezonu 1997/1998 występuje nieprzerwanie w 1. Bundeslidze. Domowe spotkania rozgrywa od 2002 r. na stadionie Volkswagen-Arena. Wcześniej występował na VfL Stadion. Głównym sponsorem klubu jest Volkswagen AG. Zdobywca mistrzostwa Niemiec w sezonie 2008/2009.

## Sekcje sportowe klubu
Klub VfL Wolfsburg posiada 29 sekcji sportowych.
| - Armwrestling, od 1993 - Badminton, od 1956 - Koszykówka, od 1957 - Bowling, od 1978 - Boks, od 1955 - Szermierka, od 1955 - Sporty rozwijające motorykę, od 2006 - Piłka nożna, od 1945 - Podnoszenie ciężarów, od 1954 - Piłka ręczna, od 1945 | - Hokej, od 1946 - Taniec jazzowy, od 1975 - Judo, od 1953 - Karate/Capoeira - Lekkoatletyka, od 1946 - Sporty motorowe, od 2005 - Kolarstwo, od 1987 - Sporty siły na trawie - Sporty niepełnosprawnych, od 1959 - Zapasy, od 1952 | - Wrotkarstwo, od 1982 - pływanie, od 1947 - Taniec, od 1976 - Nurkowanie, od 1984 - Triathlon, od 1986 - Gimnastyka artystyczna, od 1945 - Siatkówka, od 1973 - Skoki do wody, od 1947 - Wushu, od 1976 |

## Historia

### 1945-1959
Założony 12 września 1945 r. jako „Związek dla ćwiczeń gimnastycznych fabryki Volkswagena Wolfsburg” (Verein für Leibesübungen Volkswagenwerk Wolfsburg). Klub posiadał na początku sekcje: piłki nożnej, piłki ręcznej, gimnastyki, tenisa, kolarstwa, boksu i szachów.
Sekcja piłki nożnej, wygrała już w pierwszym roku po powstaniu klubu, mistrzostwo piłki nożnej w 1. klasie okręgowej. Na początku lat pięćdziesiątych Wolfsburg był kandydatem do awansu do Fußball-Oberliga Nord, wówczas najwyższej niemieckiej ligi. Po trzech rozegranych sezonach na szczeblu okręgowym awansowali do Oberligi w 1954 r.
VfL Wolfsburg w pierwszym sezonie zwyciężył 1:0 nad Hamburger SV, której to drużyna, z roku na rok w grała w Oberlidze Nord coraz lepiej i prawie zawsze zostawała mistrzem.– mimo furory, klub nie odegrał w tej klasie dużej roli. W pierwszych trzech latach przynależności do ligi drużyna stale unikała tylko spadku. Ostatecznie w 1959 r. klub został zdegradowany do drugiej klasy rozgrywek.

### 1970-1975
Dopiero w 1970 roku klub był blisko awansu do pierwszej ligi. Cztery lata później VfL zakwalifikował się do założonej w 1974 roku drugiej Bundesligi, ale niestety nie utrzymał się w niej i na dwadzieścia lat zniknął z profesjonalnej piłki nożnej.

### 1990-2007
VfL powrócił na początku lat dziewięćdziesiątych do drugiej ligi. Pod przewodnictwem menedżera Petera Pandera, klub stał się w 1995 r. aspirantem do awansu do pierwszej ligi. Wtedy to Wilki doszły do finału pucharu Niemiec, ale w meczu przeciwko
Borussii Mönchengladbach przegrały 0:3.
11 czerwca 1997 roku Wolfsburg świętował awans do pierwszej Bundesligi. Już w 1999 roku zespół zakwalifikował się po raz pierwszy do gry w pucharze UEFA. Później pięciokrotnie dostawał się do Pucharu Intertoto. W sezonie 2004/2005 zespół po raz pierwszy miał okazję przewodzić tabeli. W latach 2006 i 2007 klub pod przewodnictwem Klausa Augenthalera osiągał na końcu sezonów każdorazowo zaledwie 15. miejsce.

### 2007-2008
30 Maja 2007 roku nowym trenerem klubu został Felix Magath. Od 15 czerwca jest jednocześnie trenerem, menedżerem i dyrektorem sportowym „Wilków”. W jego gestii pozostawało również wyszukiwanie i pielęgnowanie talentów młodego pokolenia. Zarząd klubu dał Magathowi wolną rękę. Wykorzystał to na początku sezonu 2007/08. Zaczęły się spektakularne odejścia graczy, którzy nie spełniali postawionych przez niego norm (Kevin Hofland, Diego Klimowicz, Mike Hanke). Za nich sprowadzono wiele nowych piłkarzy takich jak Ricardo Costa, Josué i Grafite, czy młodych graczy jak Marcel Schäfer, Edin Džeko, Jan Šimůnek, Sascha Riether, Christian Gentner i Ashkan Dejagah, którzy włączyli się szybko do budowy nowej odmiennej drużyny. Długoletni bramkarz Wolfsburga, Simon Jentzsch został w czasie zimowych transferów zastąpiony przez Diego Benaglio. Niespodzianką w Bundeslidze okazało się osiągnięcie 5 miejsca w tabeli poprzez zwycięstwo 4:2 nad Borussią Dortmund, które umożliwiało grę w pucharze UEFA w sezonie 2008/2009.

### od 2008

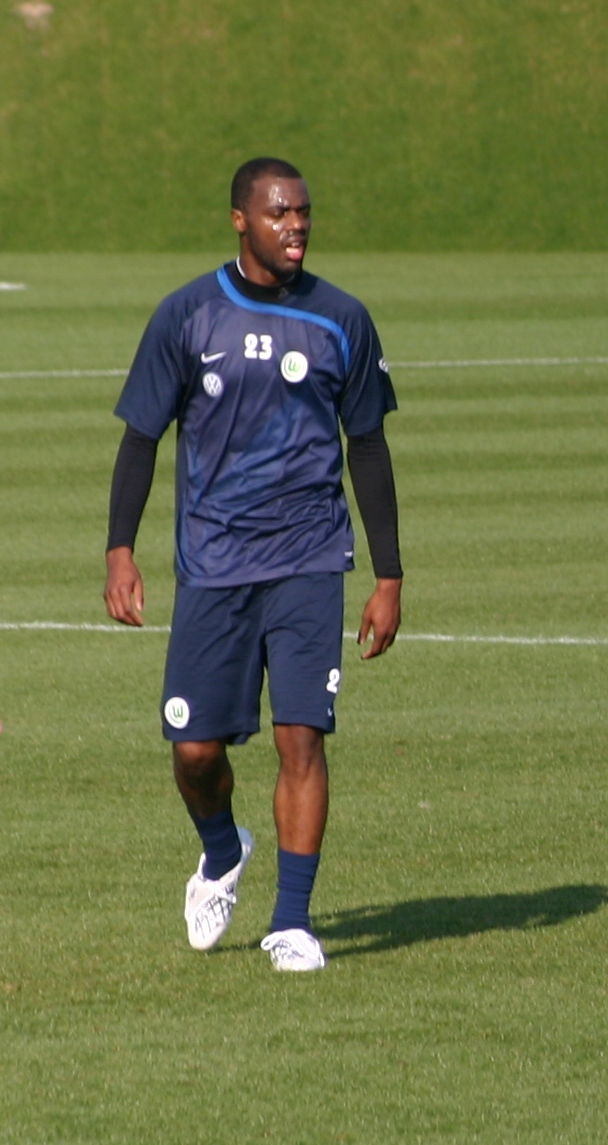
Grafite, najskuteczniejszy strzelec Wolfsburga w sezonie 2008/2009.

Od samego początku głównym sponsorem klubu jest Volkswagen AG. W rundzie jesiennej w sezonie 2008/09 piłkarze po raz pierwszy grają bez charakterystycznego loga VW na koszulce. Zamiast niego znajduje się logo charytatywnej akcji „Ein Herz für Kinder” (serce dla dzieci).
W letnim okienku transferowym Felix Magath chcąc podnieść wartość kadry sprowadził z US Palermo łącznie za 21 milionów euro dwóch obrońców, Cristiana Zaccardo i Andrea Barzagliego. Za kapitana Marcelinho, który odszedł do CR Flamengo, sprowadzono nowego zawodnika Zvjezdana Misimovicia z 1. FC Nürnberg. Poza tym szukając talentów kupiono: Mahira Sağlıka z Wuppertaler SV, młodzieżowego napastnika Alexandra Essweina i na koniec Caiubiego z brazylijskiego AD São Caetano.
W pierwszej rundzie pucharu UEFA drużyna stanęła przeciwko Rapidowi Bukareszt. Na Volkswagen-Arena zwycięstwo 1:0 zapewnił klubowi Grafite. Mecz rewanżowy w Bukareszcie zakończył się remisem 1:1. VfL Wolfsburg awansował do fazy grupowej pucharu UEFA i trafił do grupy „E” razem z drużynami: A.C. Milan, Sc Heerenveen, SC Braga i Portsmouth F.C. z Anglii.
W pierwszym meczu grupowym, który odbył się 6 listopada 2008 r. na Volkswagen-Arena, przeciwko holenderskiemu Sc Heerenveen, Wolfsburg zwyciężył 5:1 (bramkę zdobył między innymi Jacek Krzynówek). W kolejnym spotkaniu, w Portugalii z Bragą, „Wilki” wygrały 3:2 po golach Bośniaków, Edina Džeko oraz dwóch strzelonych przez Zvjezdana Misimovića. Trzeci mecz również zakończył się zwycięstwem dla Wolfsburga, dzięki wygranej 3:2 przeciwko FC Portsmouth drużyna awansowała na pierwsze miejsce w tabeli grupy E z 9 punktami i zapewniła sobie pewny awans do fazy pucharowej. Bramki dla „Wilków” w tym meczu strzelili Edin Džeko, Christian Gentner i Zvjezdan Misimović. W ostatnim meczu w grupie, 17 grudnia VfL Wolfsburg zremisował 2:2 na San Siro z AC Milanem. W ten sposób drużyna z Wolfsburga awansowała z pierwszego miejsca do 1/16 finału pucharu UEFA.
19 grudnia odbyło się losowanie par 1/16 finału pucharu UEFA – VfL Wolfsburg zmierzył się w lutym z francuską drużyną Paris Saint-Germain. W pierwszym spotkaniu na Parc des Princes drużyna Felixa Magatha przegrała 2:0. W meczu rewanżowym w Wolfsburgu, „Wilki” przegrały 3:1. Honorowego gola dla zielono-białych strzelił Makoto Hasebe.
W lutym, w zimowym okresie transferowym z klubu odszedł Jacek Krzynówek, niezadowolony ze swojej sytuacji w klubie oraz przez konflikt z trenerem Felixem Magathem. Został sprzedany do Hannoveru 96 rywala drużyny z Wolfsburga. W tym samym czasie do zespołu dołączyli Peter Pekarík, młody prawy obrońca ze Słowacji i Yoshito Okubo, japoński napastnik z Vissel Kobe, obaj piłkarze grający regularnie w reprezentacjach swoich krajów.
13 marca dzięki zwycięstwu nad FC Schalke 04, Wolfsburg pobił swój rekord, wygrywając kolejno 6 spotkań w lidze. Później były zwycięstwa po meczach kolejno z: Arminią Bielefeld, Bayernem Monachium zakończonym historycznym wynikiem 5:1, Borussią Mönchengladbach i Bayerem 04 Leverkusen. Serię dziesięciu wygranych spotkań z rzędu zakończyła porażka z Energie Cottbus.
6 maja po rozmowach zarządu z trenerem, oficjalnie ogłoszono, że szkoleniowiec Felix Magath opuści VfL Wolfsburg 30 czerwca, a od przyszłego sezonu będzie trenerem Schalke 04.
23 maja po wygranym meczu z Werderem Brema 5:1, VfL Wolfsburg zdobył pierwsze w historii mistrzostwo Niemiec.
Po zakończeniu rozgrywek ligowych w sezonie 2008/2009, zarząd klubu na specjalnej konferencji ogłosił, że od nowego sezonu trenerem Wolfsburga będzie Armin Veh. Podobnie jak Felix Magath będzie zarówno trenerem, jak i dyrektorem sportowym oraz menedżerem.
W sezonie 2014/15 Wolfsburg po raz pierwszy sięgnął po Puchar Niemiec, pokonując w finale Borussię Dortmund 3:1. Ponadto klub został wicemistrzem Niemiec. 1 sierpnia 2015 zdobył Superpuchar Niemiec, pokonując Bayern Monachium w rzutach karnych.
8 marca 2016 roku po raz pierwszy w historii „Wilki” awansowały do ćwierćfinału Ligi Mistrzów, pokonując w dwumeczu KAA Gent.

## Historia herbu

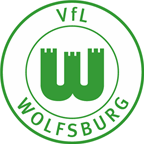
1945-1969
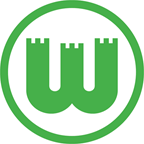
1969-2001
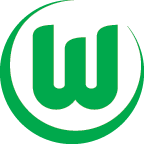
Od 2001

## Sukcesy

### Trofea krajowe
| \| \| Zdobyte trofea w rozgrywkach Niemiec (stan na: 06-07-2020) \| |                                                            |      |          |
| Rozgrywki                                                           | Osiągnięcie                                                | Razy | Sezon(y) |
| · Mistrzostwo                                                       | I miejsce                                                  | 1    | 2009     |
| · Mistrzostwo                                                       | II miejsce                                                 | 1    | 2015     |
| · Mistrzostwo                                                       | III miejsce                                                | –    |          |
| Puchar                                                              | zdobywca                                                   | 1    | 2015     |
| Puchar                                                              | finalista                                                  | 1    | 1995     |
| Superpuchar                                                         | zdobywca                                                   | 1    | 2015     |
| Superpuchar                                                         | finalista                                                  | –    |          |
| · II liga                                                           | I miejsce                                                  | –    |          |
| · II liga                                                           | II miejsce                                                 | 1    | 1997     |
| · II liga                                                           | III miejsce                                                | –    |          |
| Niemcy                                                              | Zdobyte trofea w rozgrywkach Niemiec (stan na: 06-07-2020) |      |          |

- Mistrzostwo Dolnej Saksonii: 1963

## Występy w Bundeslidze

### Bilans
- Najwyższe zwycięstwo u siebie: 7:1 przeciwko Borussii Mönchengladbach 1998/1999
- Najwyższe zwycięstwo na wyjeździe: 5:0 przeciwko Hannoverowi 96 2008/2009
- Najwyższa porażka u siebie: 2:7 przeciwko Werderowi Brema 1999/2000
- Najwyższa porażka na wyjeździe: 1:6 przeciwko MSV Duisburg 1998/1999

## Rekordy
stan na koniec sezonu 2013/2014
| 215 | Marcel Schäfer    |
| 193 | Diego Benaglio    |
| 173 | Miroslav Karhan   |
| 166 | Alexander Madlung |
| 164 | Josué             |

| 66 | Edin Džeko        |
| 59 | Grafite           |
| 57 | Diego Klimowicz   |
| 39 | Andrzej Juskowiak |
| 31 | Tomislav Marić    |

## Sezony (w XXI wieku)

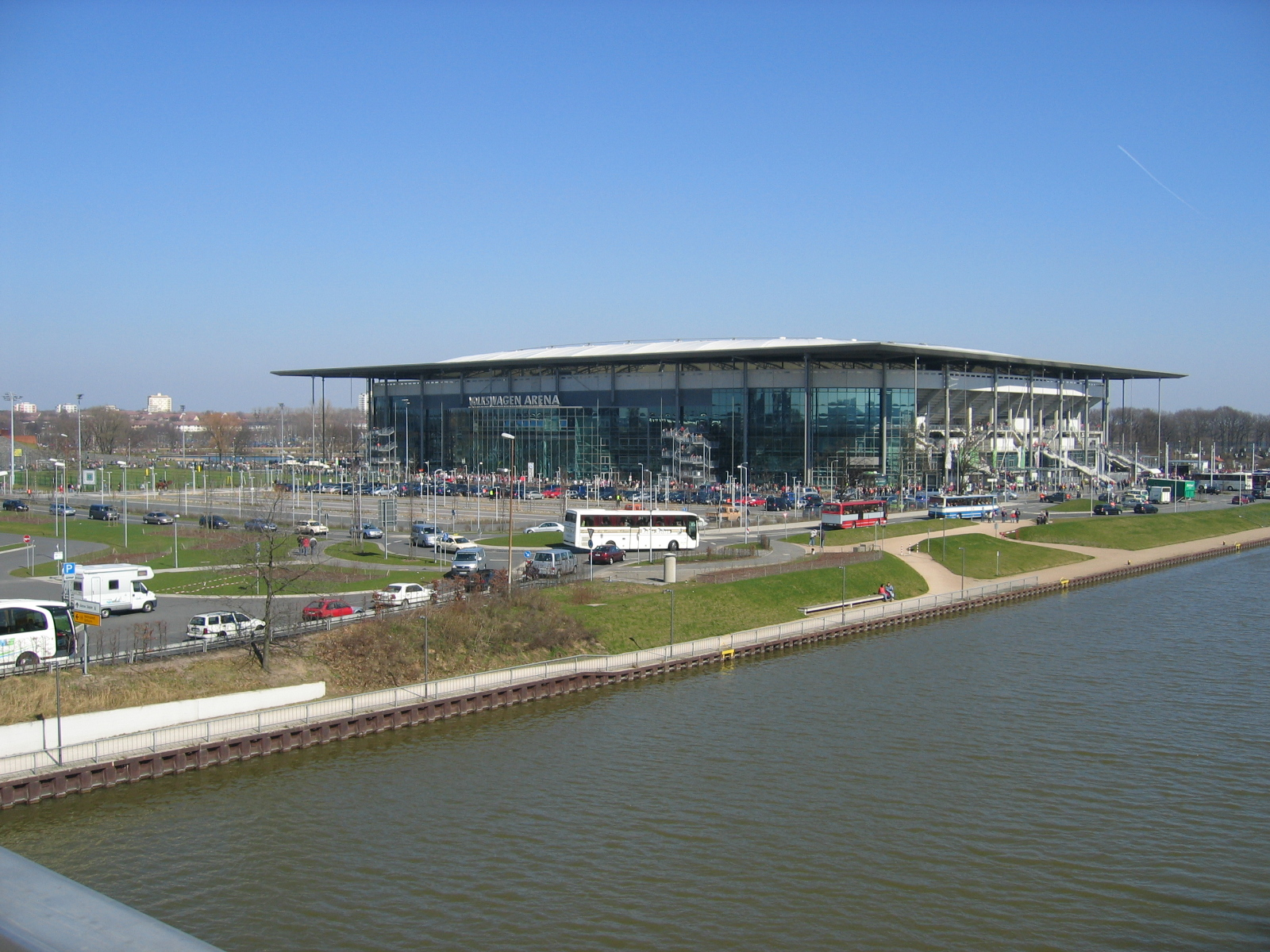
Volkswagen-Arena

| Sezon     | Liga       | Poziom | Miejsce w lidze | Uwagi                  |
| --------- | ---------- | ------ | --------------- | ---------------------- |
| 1999/2000 | Bundesliga | I      | 7               |                        |
| 2000/2001 | Bundesliga | I      | 9               |                        |
| 2001/2002 | Bundesliga | I      | 10              |                        |
| 2002/2003 | Bundesliga | I      | 8               |                        |
| 2003/2004 | Bundesliga | I      | 10              |                        |
| 2004/2005 | Bundesliga | I      | 9               |                        |
| 2005/2006 | Bundesliga | I      | 15              |                        |
| 2006/2007 | Bundesliga | I      | 15              |                        |
| 2007/2008 | Bundesliga | I      | 5               |                        |
| 2008/2009 | Bundesliga | I      | 1               |                        |
| 2009/2010 | Bundesliga | I      | 8               |                        |
| 2010/2011 | Bundesliga | I      | 15              |                        |
| 2011/2012 | Bundesliga | I      | 8               |                        |
| 2012/2013 | Bundesliga | I      | 11              |                        |
| 2013/2014 | Bundesliga | I      | 5               |                        |
| 2014/2015 | Bundesliga | I      | 2               | Puchar Niemiec         |
| 2015/2016 | Bundesliga | I      | 8               |                        |
| 2016/2017 | Bundesliga | I      | 16              | utrzymanie po barażach |
| 2017/2018 | Bundesliga | I      | 16              | utrzymanie po barażach |
| 2018/2019 | Bundesliga | I      | 6               |                        |
| 2019/2020 | Bundesliga | I      | 7               |                        |
| 2020/2021 | Bundesliga | I      | 4               |                        |
| 2021/2022 | Bundesliga | I      | 12              |                        |
| 2022/2023 | Bundesliga | I      | 8               |                        |
| 2023/2024 | Bundesliga | I      | 12              |                        |
| 2024/2025 | Bundesliga | I      | 11              |                        |

## Stadiony
Volkswagen-Arena
- Pojemność: 30 000 widzów (przy międzynarodowych grach: 26 000 widzów), jeden z najnowocześniejszych stadionów Europy.
- Miejsce koncertów: Herberta Grönemeyera, Eltona Johna i Anastacii
- Otwarcie: w grudniu 2002 roku.

VfL-Stadion am Elsterweg
- Pojemność: 21 600 widzów, po przebudowie trybun 20 000 widzów, z czego 12 500 miejsc stojących.
- Trybuna główna została wybudowana w 1961 roku za 750 000 marek niemieckich z elementów betonowych.
- Otwarcie: 10 października 1947
- Pożegnanie: 23 listopada 2002

## Trenerzy
| - Ludwig Lachner (1.07.1963 – 30.06.1966) - Imre Farkaszinski (1.07.1966 – 16.01.1975) - Fritz Schollmeyer (17.01.1975 – 23.04.1975) - Paul Kietzmann (29.04.1975 – 28.11.1975) - Radoslav Momirski (2.12.1976 – 4.03.1978) - Imre Farkaszinski (5.03.1978 – 2.12.1978) - Henk van Meteren (4.12.1978 – 29.04.1979) - Wilfried Kemmer (30.04.1979 – 20.10.1983) - Imre Farkaszinski (22.10.1983 – 30.06.1984) - Wolf Rüdiger Krause (1.07.1984 – 30.06.1988) - Horst Hrubesch (1.07.1988 – 30.06.1989) - Ernst Menzel (1.07.1989 – 30.06.1991) - Uwe Erkenbrecher (1.07.1991 – 8.02.1993) - Dieter Winter (9.02.1993 – 15.02.1993) - Eckhard Krautzun (16.02.1993 – 5.04.1995) - Gerd Roggensack (6.04.1995 – 22.10.1995) - Willi Reimann (23.10.1995 – 15.03.1998) - Uwe Erkenbrecher (18.03.1998 – 22.03.1998) - Wolfgang Wolf (23.03.1998 – 4.03.2003) - Jürgen Röber (4.03.2003 – 4.04.2004) - Eric Gerets (4.04.2004 – 28.05.2005) - Holger Fach (1.07.2005 – 19.12.2005) - Klaus Augenthaler (29.12.2005 – maj 2007) - Felix Magath (1.06.2007 – 30.06.2009) - Armin Veh (1.07.2009 – 25.01.2010) - Lorenz-Günther Köstner (25.01.2010 – 30.06.2010) - Steve McClaren (30.06.2010 – 7.02.2011) - Pierre Littbarski (7.02.2011 – 18.03.2011) - Felix Magath (18.03.2011 – 25.10.2012) - Lorenz-Günther Köstner (25.10.2012 – 31.12.2012) - Dieter Hecking (1.01.2013 – 17.10.2016) - Valérien Ismaël (18.10.2016 – 26.02.2017) - Andries Jonker (27.02.2017 – 18.09.2017) |                  | Stan na 29 maja 2017 \| Trenerzy \| Trenerzy \| \| ----------------- \| ---------------- \| \| Trener \| Oliver Glasner \| \| Asystent trenera \| \| \| Asystent trenera \| \| \| Trener bramkarzy \| Andreas Hilfiker \| \| Trener kondycyjny \| Oliver Mutschler \| |
| Trenerzy |                  | |
| Trener | Oliver Glasner   | |
| Asystent trenera |                  | |
| Asystent trenera |                  | |
| Trener bramkarzy | Andreas Hilfiker | |
| Trener kondycyjny | Oliver Mutschler | |

## Zawodnicy

### Obecny skład
Stan na 16 lipca 2022
| Nr | Poz. | Piłkarz                 |
| -- | ---- | ----------------------- |
| 1  | BR   | Koen Casteels (kapitan) |
| 2  | OB   | Kilian Fischer          |
| 3  | OB   | Sebastiaan Bornauw      |
| 4  | OB   | Maxence Lacroix         |
| 5  | OB   | Micky van de Ven        |
| 6  | OB   | Paulo Otávio            |
| 7  | NA   | Luca Waldschmidt        |
| 8  | PO   | Aster Vranckx           |
| 9  | NA   | Max Kruse               |
| 10 | NA   | Lukas Nmecha            |
| 11 | PO   | Renato Steffen          |
| 12 | BR   | Pavao Pervan            |
| 14 | PO   | Josip Brekalo           |
| 15 | OB   | Jérôme Roussillon       |
| 16 | PO   | Jakub Kamiński          |
| 17 | NA   | Maximilian Philipp      |
| 18 | OB   | Anselmo García McNulty  |
| 19 | OB   | Kevin Mbabu             |
| 20 | PO   | Ridle Baku              |

| Nr | Poz. | Piłkarz                  |
| -- | ---- | ------------------------ |
| 21 | NA   | Bartosz Białek           |
| 22 | PO   | Felix Nmecha             |
| 23 | NA   | Jonas Wind               |
| 27 | PO   | Maximilian Arnold        |
| 29 | PO   | Josuha Guilavogui        |
| 30 | BR   | Niklas Klinger           |
| 31 | PO   | Yannick Gerhardt         |
| 32 | PO   | Mattias Svanberg         |
| 33 | NA   | Omar Marmoush            |
| 34 | OB   | Marin Pongračić          |
| 35 | BR   | Philipp Schulze          |
| 37 | PO   | Elvis Rexhbeçaj          |
| 38 | PO   | Bartol Franjić           |
| 39 | PO   | Patrick Wimmer           |
| 40 | PO   | Kevin Paredes            |
| 45 | BR   | Lino Kasten              |
| 49 | PO   | Fabio Di Michele Sanchez |
|    | NA   | Dzenan Pejcinovic        |

### Piłkarze na wypożyczeniu
| Nr | Poz. | Piłkarz                                             |
| -- | ---- | --------------------------------------------------- |
|    | NA   | Yun-sang Hong (w 1. FC Nürnberg do 30 czerwca 2023) |
|    | PO   | Bryang Kayo (w 1. FC Nürnberg do 30 czerwca 2023)   |

| Nr | Poz. | Piłkarz                                                |
| -- | ---- | ------------------------------------------------------ |
|    | NA   | Ulysses Llanez (w SKN St. Pölten do 30 czerwca 2022)   |
|    | OB   | Tim Siersleben (w 1. FC Heidenheim do 30 czerwca 2023) |

### Fundacja Krzysztofa Nowaka
Od 2002 z klubem związana jest „Fundacja Krzysztofa Nowaka” (Krzysztof Nowak-Stifung), pierwotnie wspierająca leczenie polskiego zawodnika drużyny VfL, Krzysztofa Nowaka, a po jego śmierci w 2005 zajmująca się problematyką i leczeniem choroby układu nerwowego ALS. W składzie rady fundacji zasiadł m.in. były zawodnik klubu, Roy Präger.

## Europejskie puchary
Legenda do wszystkich tabel:
- Q – runda eliminacyjna, 1/16, 1/8, 1/4, 1/2 – odpowiednia faza rozgrywek, Grupa – runda grupowa, 1r gr – pierwsza runda grupowa, 2r gr – druga runda grupowa, F – finał, R – runda, PO – play-off
- k. – rzuty karne, los. – losowanie, Dogr. – dogrywka, w. – zasada bramek strzelonych na wyjeździe

| Sezon     | Rozgrywki        | Runda   | Klub                | Dom     | Wyjazd  | Ogólnie    |
| --------- | ---------------- | ------- | ------------------- | ------- | ------- | ---------- |
| 1999/2000 | Puchar UEFA      | 1R      | Debrecen            | 2–0     | 1–2     | 3–2        |
| 1999/2000 | Puchar UEFA      | 2R      | Roda                | 1–0     | 0–0     | 1–0        |
| 1999/2000 | Puchar UEFA      | 3R      | Atlético Madryt     | 2–3     | 1–2     | 4–5        |
| 2000      | Puchar Intertoto | 3R      | CS Sedan            | 2–1     | 0–0     | 2–1        |
| 2000      | Puchar Intertoto | 1/2     | AJ Auxerre          | 1–1     | 1–2     | 2–3, Dogr. |
| 2001      | Puchar Intertoto | 3R      | Dynama Mińsk        | 4–3     | 0–0     | 4–3        |
| 2001      | Puchar Intertoto | 1/2     | Troyes AC           | 2–2     | 0–1     | 2–3        |
| 2003      | Puchar Intertoto | 2R      | Marek Dupnica       | 2–0     | 1–1     | 3–1        |
| 2003      | Puchar Intertoto | 3R      | 1. FC Slovácko      | 2–0     | 1–0     | 3–0        |
| 2003      | Puchar Intertoto | 1/2     | Cibalia Vinkovci    | 4–0     | 4–1     | 8–1        |
| 2003      | Puchar Intertoto | F       | Perugia Calcio      | 0–2     | 0–1     | 0–3        |
| 2004      | Puchar Intertoto | 2R      | FC Thun             | 2–3     | 1–4     | 3–7        |
| 2005      | Puchar Intertoto | 2R      | SK Sturm Graz       | 2–2     | 3–1     | 5–3        |
| 2005      | Puchar Intertoto | 3R      | IFK Göteborg        | 2–0     | 2–0     | 4–0        |
| 2005      | Puchar Intertoto | 1/2     | RC Lens             | 0–0     | 0–4     | 0–4        |
| 2008/09   | Puchar UEFA      | 1R      | Rapid Bukareszt     | 1–0     | 1–1     | 3–2        |
| 2008/09   | Puchar UEFA      | Grupa E | A.C. Milan          |         | 2–2     | 1. miejsce |
| 2008/09   | Puchar UEFA      | Grupa E | SC Braga            |         | 2–3     | 1. miejsce |
| 2008/09   | Puchar UEFA      | Grupa E | Portsmouth          | 3–2     |         | 1. miejsce |
| 2008/09   | Puchar UEFA      | Grupa E | Heerenveen          | 5–1     |         | 1. miejsce |
| 2008/09   | Puchar UEFA      | 1/16    | Paris Saint-Germain | 1–3     | 0–2     | 1–5        |
| 2009/10   | Liga Mistrzów    | Grupa B | Manchester United   | 1–3     | 1–2     | 3. miejsce |
| 2009/10   | Liga Mistrzów    | Grupa B | CSKA Moskwa         | 3–1     | 1–2     | 3. miejsce |
| 2009/10   | Liga Mistrzów    | Grupa B | Beşiktaş JK         | 0–0     | 3–0     | 3. miejsce |
| 2009/10   | Liga Europy      | 1/16    | Villarreal CF       | 4–1     | 2–2     | 6–3        |
| 2009/10   | Liga Europy      | 1/8     | Rubin Kazań         | 2–1     | 1–1     | 3–2        |
| 2009/10   | Liga Europy      | 1/4     | Fulham              | 0–1     | 1–2     | 1–3        |
| 2014/15   | Liga Europy      | Grupa H | Everton             | 0–2     | 1–4     | 2. miejsce |
| 2014/15   | Liga Europy      | Grupa H | Lille OSC           | 1–1     | 3–0     | 2. miejsce |
| 2014/15   | Liga Europy      | Grupa H | FK Krasnodar        | 5–1     | 4–2     | 2. miejsce |
| 2014/15   | Liga Europy      | 1/16    | Sporting CP         | 2–0     | 0–0     | 2–0        |
| 2014/15   | Liga Europy      | 1/8     | Inter Mediolan      | 3–1     | 2–1     | 5–2        |
| 2014/15   | Liga Europy      | 1/4     | SSC Napoli          | 1–4     | 2–2     | 3–5        |
| 2015/16   | Liga Mistrzów    | Grupa B | Manchester United   | 1–2     | 3–2     | 1. miejsce |
| 2015/16   | Liga Mistrzów    | Grupa B | PSV Eindhoven       | 2–0     | 0–2     | 1. miejsce |
| 2015/16   | Liga Mistrzów    | Grupa B | CSKA Moskwa         | 1–0     | 2–0     | 1. miejsce |
| 2015/16   | Liga Mistrzów    | 1/8     | KAA Gent            | 3–2     | 1–0     | 4–2        |
| 2015/16   | Liga Mistrzów    | 1/4     | Real Madryt         | 2–0     | 0–3     | 2–3        |
| 2019/20   | Liga Europy      | Grupa I | FK Ołeksandrija     | 3–1     | 1–0     | 2. miejsce |
| 2019/20   | Liga Europy      | Grupa I | Saint-Étienne       | 1–0     | 1–1     | 2. miejsce |
| 2019/20   | Liga Europy      | Grupa I | KAA Gent            | 1–3     | 2–2     | 2. miejsce |
| 2019/20   | Liga Europy      | 1/16    | Malmö FF            | 2–1     | 3–0     | 5–1        |
| 2019/20   | Liga Europy      | 1/8     | Szachtar Donieck    | 1–2     | 0–3     | 1–5        |
| 2020/21   | Liga Europy      | 2Q      | FK Kukësi           | 4–0 (W) | 4–0 (W) | 4–0 (W)    |
| 2020/21   | Liga Europy      | 3Q      | Desna Czernihów     | 2–0 (D) | 2–0 (D) | 2–0 (D)    |
| 2020/21   | Liga Europy      | PO      | AEK Ateny           | 1–2 (W) | 1–2 (W) | 1–2 (W)    |
| 2021/22   | Liga Mistrzów    | Grupa G | Lille               | 1–3     | 0–0     | 4. miejsce |
| 2021/22   | Liga Mistrzów    | Grupa G | Sevilla             | 1–1     | 0–2     | 4. miejsce |
| 2021/22   | Liga Mistrzów    | Grupa G | Red Bull Salzburg   | 2–1     | 1–3     | 4. miejsce |

## Inne sekcje klubu

### VfL Wolfsburg II
Verein für Leibesübungen Wolfsburg II jest drużyną rezerwową klubu VfL Wolfsburg. Drużyna obecnie występuje w Regionallidze Nord (4. poziom rozgrywek piłki nożnej w Niemczech). Do 2005 roku zespół grał pod nazwą  VfL Wolfsburg Amateure.

#### Stadion
Klub rozgrywa swoje mecze domowe na stadionie AOK Stadion w mieście Wolfsburg, który może pomieścić 5,200 widzów.

#### Sukcesy
- Oberliga Niedersachsen/Bremen (IV):
  - mistrzostwo: 2004.
- Oberliga Nord (IV):
  - mistrzostwo: 2007.
- Regionalliga Nord (IV):
  - mistrzostwo: 2014 i 2016.
  - wicemistrzostwo: 2010, 2011 i 2015.
- Verbandsliga Niedersachsen-Ost (V):
  - mistrzostwo: 1999.
- Niedersachsen Cup (Puchar Dolnej Saksonii):
  - zdobywca: 2002 i 2003.

#### Sezony (w XXI wieku)
| Sezon   | Liga                          | Poziom | Miejsce |
| 1999-00 | Oberliga Niedersachsen/Bremen | IV     | 3       |
| 2000-01 | Oberliga Niedersachsen/Bremen | IV     | 9       |
| 2001-02 | Oberliga Niedersachsen/Bremen | IV     | 6       |
| 2002-03 | Oberliga Niedersachsen/Bremen | IV     | 3       |
| 2003-04 | Oberliga Niedersachsen/Bremen | IV     | 1       |
| 2004-05 | Regionalliga Nord             | III    | 17      |
| 2005-06 | Oberliga Nord                 | IV     | 3       |
| 2006-07 | Oberliga Nord                 | IV     | 1       |
| 2007-08 | Regionalliga Nord             | III    | 19      |
| 2008-09 | Regionalliga Nord             | IV     | 5       |
| 2009-10 | Regionalliga Nord             | IV     | 2       |
| 2010-11 | Regionalliga Nord             | IV     | 2       |
| 2011-12 | Regionalliga Nord             | IV     | 4       |
| 2012-13 | Regionalliga Nord             | IV     | 3       |
| 2013-14 | Regionalliga Nord             | IV     | 1       |
| 2014-15 | Regionalliga Nord             | IV     | 2       |
| 2015-16 | Regionalliga Nord             | IV     | 1       |
| 2016-17 | Regionalliga Nord             | IV     | 3       |
| 2017-18 | Regionalliga Nord             | IV     | 3       |
| 2018-19 | Regionalliga Nord             | IV     | 1       |
| 2019-20 | Regionalliga Nord             | IV     | 2       |

#### Profil klubu
- VfL Wolfsburg II, [w:] baza Soccerway (drużyny) [dostęp 2021-01-02].

### Juniorzy
Drużyny juniorów VfL Wolfsburg w sezonie 2016/17 występują w:
- Drużyna U-19 w Bundeslidze Nord/Nordost (1. poziom).
- Drużyna U-17 w Bundeslidze Nord/Nordost (1. poziom).
- W Polsce istnieje oficjalna szkółka pod patonatem VfL Wolfsburg: VFL Fussballschule Odra Wodzisław.

### Piłka nożna kobiet
Drużyna kobiet VfL Wolfsburg w sezonie 2016/17 występuje w Bundeslidze kobiet (1. poziom).